# (204370) Ferdinandvaněk
(204370) Ferdinandvaněk est un astéroïde de la ceinture principale.

## Description
(204370) Ferdinandvanek est un astéroïde de la ceinture principale. Il fut découvert le 5 octobre 2004 à l'observatoire Kleť par le projet KLENOT. Il présente une orbite caractérisée par un demi-grand axe de 2,37 UA, une excentricité de 0,18 et une inclinaison de 5,3° par rapport à l'écliptique.

## Compléments